# Sāvalgi
Sāvalgi är en ort i Indien.   Den ligger i distriktet Bagalkot och delstaten Karnataka, i den sydvästra delen av landet, 1 300 km söder om huvudstaden New Delhi. Sāvalgi ligger 567 meter över havet och antalet invånare är 9 623.
Terrängen runt Sāvalgi är platt, och sluttar söderut. Runt Sāvalgi är det tätbefolkat, med 369 invånare per kvadratkilometer. Närmaste större samhälle är Jamkhandi, 19,4 km söder om Sāvalgi. Trakten runt Sāvalgi består till största delen av jordbruksmark.